# Alda Gonzaga
Alda Gonzaga (Mantova, 1381 circa – Padova, 30 luglio 1405) è stata una nobile italiana.

## Biografia
Era figlia di Francesco I Gonzaga, signore di Mantova e di Agnese Visconti.
Nel luglio 1397 andò in sposa a Francesco III da Carrara, figlio primogenito di Francesco Novello da Carrara signore di Padova e il loro matrimonio rinsaldò l'amicizia dei Gonzaga con i Carraresi. Grazie a questa alleanza strategica i Carraresi andarono in soccorso delle truppe gonzaghesche, appoggiate apertamente dai veneziani, contro i Visconti nella battaglia di Governolo avvenuta il 28 agosto 1397.
L'unione con Francesco durò pochi anni perché Alda morì nel 1405, poco prima che il marito venisse strangolato nelle carceri veneziane della Serenissima assieme al padre Francesco Novello e al fratello Jacopo.

## Ascendenza
|                     |                  |                        | Genitori               |  |  | Nonni |  |  | Bisnonni      |  |  | Trisnonni       |  |
|                     |                  |                        |                        |  |  |       |  |  | Guido Gonzaga |  |  | Luigi I Gonzaga |  |
|                     |                  |                        |                        |  |  |       |  |  | Guido Gonzaga |  |  | Luigi I Gonzaga |  |
|                     |                  | Richilda Ramberti      |                        |  |  |       |  |  | Guido Gonzaga |  |  |                 |  |
| Ludovico II Gonzaga |                  |                        |                        |  |  |       |  |  | Guido Gonzaga |  |  |                 |  |
|                     |                  | Beatrice di Bar        | Edoardo I di Bar       |  |  |       |  |  |               |  |  |                 |  |
|                     |                  | Beatrice di Bar        | Edoardo I di Bar       |  |  |       |  |  |               |  |  |                 |  |
|                     |                  | Beatrice di Bar        | Maria di Borgogna      |  |  |       |  |  |               |  |  |                 |  |
| Francesco I Gonzaga |                  | Beatrice di Bar        |                        |  |  |       |  |  |               |  |  |                 |  |
|                     |                  | Obizzo III d'Este      | Aldobrandino II d'Este |  |  |       |  |  |               |  |  |                 |  |
|                     |                  | Obizzo III d'Este      | Aldobrandino II d'Este |  |  |       |  |  |               |  |  |                 |  |
|                     |                  | Obizzo III d'Este      | Alda Rangoni           |  |  |       |  |  |               |  |  |                 |  |
| Alda d'Este         |                  | Obizzo III d'Este      |                        |  |  |       |  |  |               |  |  |                 |  |
|                     |                  | Lippa Ariosti          | Jacopo Ariosti         |  |  |       |  |  |               |  |  |                 |  |
|                     |                  | Lippa Ariosti          | Jacopo Ariosti         |  |  |       |  |  |               |  |  |                 |  |
|                     |                  | Lippa Ariosti          | …                      |  |  |       |  |  |               |  |  |                 |  |
| Alda Gonzaga        |                  | Lippa Ariosti          |                        |  |  |       |  |  |               |  |  |                 |  |
|                     | Stefano Visconti | Matteo I Visconti      |                        |  |  |       |  |  |               |  |  |                 |  |
|                     | Stefano Visconti | Matteo I Visconti      |                        |  |  |       |  |  |               |  |  |                 |  |
|                     | Stefano Visconti | …                      |                        |  |  |       |  |  |               |  |  |                 |  |
| Bernabò Visconti    | Stefano Visconti |                        |                        |  |  |       |  |  |               |  |  |                 |  |
|                     |                  | Valentina Doria        | Bernabò Doria          |  |  |       |  |  |               |  |  |                 |  |
|                     |                  | Valentina Doria        | Bernabò Doria          |  |  |       |  |  |               |  |  |                 |  |
|                     |                  | Valentina Doria        | Eliana Fieschi         |  |  |       |  |  |               |  |  |                 |  |
| Agnese Visconti     |                  | Valentina Doria        |                        |  |  |       |  |  |               |  |  |                 |  |
|                     |                  | Mastino II della Scala | Alboino della Scala    |  |  |       |  |  |               |  |  |                 |  |
|                     |                  | Mastino II della Scala | Alboino della Scala    |  |  |       |  |  |               |  |  |                 |  |
|                     |                  | Mastino II della Scala | Beatrice da Correggio  |  |  |       |  |  |               |  |  |                 |  |
| Regina della Scala  |                  | Mastino II della Scala |                        |  |  |       |  |  |               |  |  |                 |  |
|                     |                  | Taddea da Carrara      | Jacopo I da Carrara    |  |  |       |  |  |               |  |  |                 |  |
|                     |                  | Taddea da Carrara      | Jacopo I da Carrara    |  |  |       |  |  |               |  |  |                 |  |
|                     |                  | Taddea da Carrara      | Elisabetta Gradenigo   |  |  |       |  |  |               |  |  |                 |  |
|                     |                  | Taddea da Carrara      |                        |  |  |       |  |  |               |  |  |                 |  |